# Idaira
Idaira Fernández Rodríguez (San Cristóbal de La Laguna, Tenerife, 14 de marzo de 1985) es una cantante española. Participó en el concurso televisivo Operación Triunfo (2005). También conocida por su participación en numerosos musicales en España.

## Biografía
Nació el 14 de marzo de 1985 en La Laguna, Tenerife. Es la hija menor, después de tres hermanos varones, David, Besay y Airam. Sus padres son: Balbina y Rafael. Desde muy joven mostró interés por la música, subiéndose a un escenario por primera vez con 15 años

### Operación Triunfo
En el año 2003 se presenta a los cástines del concurso Operación Triunfo donde no resulta seleccionada. Dos años más tarde lo vuelve a intentar junto a su hermano Airam; este no pasa de la primera ronda, pero Idaira sí, y no solo esa sino una tras otra hasta llegar a la final, donde debería competir junto a otros 16 compañeros para obtener un puesto en la Academia.
En la denominada "Gala 0", eligió el tema de Christina Aguilera Genie in a bottle, versión en español titulada Genio atrapado y en la gala 6 consiguió ser favorita del público con la interpretación "Algo de mí" de Camilo Sesto, canción que interpretó con su compañero Guille Barea. Otras actuaciones notables fueron "El sol no regresa" y "River deep mountain high".
Sin embargo, su participación en el programa no estuvo exenta de polémica. Idaira no se ganó el apoyo del jurado y casi todas las semanas era nominada para abandonar la academia, llegando a estar 6 semanas consecutivas dependiendo del voto telefónico. Forma parte de la historia de OT su enfrentamiento con Noemí Galera, así como el supuesto rechazo de Kike Santander (director de la academia) a la idea de hacerle un disco si resultara ser la ganadora. Fueron semanas de tertulias televisivas hablando del tema convirtiéndose en un fenómeno mediático, en el que más tarde se verían involucrado hasta políticos canarios, exigiendo el cabildo en una carta formal un mejor trato hacia la concursante.
Idaira llegó a la recta final siendo la concursante más nominada para abandonar la Academia. Durante la gala de la semifinal en las que se daría a conocer a los tres finalistas, Idaira acabó retada junto a Víctor y eliminada finalmente.

#### Polémica por su expulsión
Seguidores y familiares de Idaira denunciaron un supuesto "fraude" en el concurso de Operación Triunfo tras su expulsión. Según ellos, los tantos no fueron contabilizados para ella, pero sí para Víctor, ya que los votos enviados por SMS para salvar a la joven eran devueltos con la inscripción "Pon el nombre del concursante", o bien "envío fallido" o con una respuesta de 2 horas. Por su parte Gestmusic, productora del concurso, atribuyó a un colapso de las líneas los problemas que se pudieron registrar en los votos efectuados. 
La Organización de Consumidores y Usuarios solicitó al Ministerio de Industria que investigara las presuntas irregularidades del sistema de votación tras las quejas recibidas.

### Comienzos
En 2006 tras una breve gira junto a sus compañeros de Operación triunfo, lanza su primer sencillo Me lo dice el mundo, un tema que se distribuye exclusivamente a través de teléfonos móviles. En fin de año presentó las campanadas en la televisión canaria, siendo las más vistas en la cadena hasta ese momento. Participando como cantante en varios eventos y galas televisivas. 

### Te encontraré
En el 2007 publicó el disco titulado "Te encontraré", donde se encuentran canciones como "Enloquecida", "Lejos", "Tengo que decirte" y la que titula el disco "Te encontraré". Mención especial recibe la canción compuesta por Idaira titulada "Nada bueno en mí" que refleja y vuelca en ella su aparatosa experiencia en el reality show. Recorre España en una gira de más de 40 conciertos. Durante agosto, septiembre y octubre de 2007 participó como jurado en un talent show de la Televisión Canaria. El 23 de octubre presenta su disco en Madrid en la sala 'La Botellita' Serrano.

### Inicio en los musicales
El año 2008 actúa de protagonista en los musicales de El Jorobado de Notre Dame haciendo el papel de Esmeralda, el musical comienza en el Auditorio del Parque de atracciones de Madrid como un espectáculo del parque, el recinto cuenta con un escenario de 540 m² y con capacidad para albergar a más de 2000 personas. El musical tuvo tal éxito que Idaira continúa en él durante el 2009 y se organiza una gira por toda España. Ese 2009  grabó un dúo junto al cantante canario Nauzet, llamado "Desde lejos" (tema que da nombre al segundo disco del cantante). Con las llegada de la nueva temporada es elegida para interpreta a Dorothy en el nuevo espectáculo del parque de atracciones, El Mago de Oz, tras el final de temporada se inició una gira nacional, en mayo de 2010 abandona la gira y rechaza participar en el nuevo espectáculo del parque.

### No...
En noviembre de 2011 publica su segundo trabajo discográfico llamado "No..." vía Spotify y iTunes. Un trabajo discográfico totalmente escrito y cantado por la artista quien confirma en su página web estar muy orgullosa de dicho trabajo. Reaparece en Telecinco promocionando "No era para mí" en el programa Vuélveme loca. Acompañado de una gira, por varias ciudades españolas.

### Regreso a los musicales
En 2012 crea su propio equipo, formando así una banda que actúa por diversas salas y localidades madrileñas, versionando temas rock, un registro desconocido en la cantante y con el que quiere sorprender a su público. Ese año pasa a formar parte del musical Showtime Burlesque, en 2014 actúa en el musical infantil Mami papi pop. El año 2015 finaliza con su fichaje por el musical Viva Broadway, desde ese año inicia una nueva etapa musical concediendo conciertos en solitario por salas de Madrid y Canarias, a la vez que va lanzando de forma "en línea" varios covers de artistas como Elvis Presley, Depedro, Lady Gaga, La quinta estación, entre otros. Un tiempo después forma parte del elenco de los musicales Nine y El médico, este último con gran éxito de crítica y público, que tras varios meses en Madrid inició una gira por España. Con la llegada de la pandemia sanitaria provocada por la COVID-19 el espectáculo se vio paralizado durante varios meses al estar el país confinado. Tras su regreso lo hizo con representaciones contadas y ante público reducido, debido a las medidas impuestas por el Gobierno de España, quedando a finales de 2020 paralizado hasta nueva orden.

### Ritual
En 2021 inicia una campaña de micromecenazgo en la plataforma Verkami con el objetivo de alcanzar los 7500€ y así lanzar su nuevo álbum Ritual, con lanzamiento previsto para mayo de ese año. El primer sencillo del disco es el que le da título, Ritual, del que ya se puede ver un vídeo en Youtube.

## Discografía

### Álbumes en conjunto

#### OT galas 0-14
- Gala 0: Genio atrapado.
- Gala 1: El universo sobre mí.
- Gala 2: Hopelessly Devoted To You.
- Gala 3: The Voice Within.
- Gala 4: Relight My Fire.
- Gala 5: River Deep, Mountain High.
- Gala 6: Algo de mí.
- Gala 7: El sol no regresa.
- Gala 8: Cada vez que estoy sin ti.
- Gala 9: Killing me Softly.
- Gala 10: Días de verano.
- Gala 11: Puedes contar Conmigo.
- Gala 12: No llores por mí, Argentina.
- Gala 13: Lento.
- Gala 14: Inevitable/Fíjate bien (Con Sergio Rivero).

#### OT Los Musicales
- No llores por mí, Argentina
- Aquarius/Let the Sunshine In
- Popurrí Mecano
- Popurrí Grease
- Feliz Navidad
- Last Christmas

### En solitario

#### Me lo dice el mundo (2005)
- "Me lo dice el mundo", sencillo solo para móviles (Mister-i Mobile Solutions).

#### Te encontraré (2007)
- "Nada bueno en mi" (segundo sencillo).
- "Te encontraré" (primer sencillo).
- "Lejos" (tercer sencillo).
- "Enloquecida".
- "Punto y final".
- "Lo siento".
- "A cada paso".
- "Tengo que decirte".
- "Cuando se ama".
- "The time of my life" (dúo con su hermano Airam Fernández).
- "Te encontraré" (remix).

#### No... (2011)
- "No era para mí".
- "Puede que no sea fácil".
- "No lo volveré a tener".

#### Ritual (2021)
- Ritual
- Más noticias en próximos días

#### Duets para otros artistas
- "Ganador o vencido" (Secreto a voces, CD con Skavia). 2006.
- "Desde lejos". Nauzet. (ganador Gente de Primera en TVE). 2011.

## Giras
- OT 2005 (2006)
- Te encontraré (2007)
- No... (2011)
- Acústicos (2012/2020)

## Musicales
- El jorobado de Notre Dame (2008/2009)
- El Mago de Oz (2009/2010)
- Showtime Burlesque (2012/2014)
- Mami papi pop (2014/2015)
- Viva Broadway (2016/2017)
- Nine (2017/2018)
- El médico (2018/2020)